# ジョゼフ・ロケーニュ
ジョゼフ・ロケーニュまたはヨセフ・ローケインまたはヨゼフ・ローカニュ（Joseph Laucaigne、1838年5月13日-1885年1月15日）は、フランスのタルブ・ルルド司教区ガルデール出身の、パリ外国宣教会に所属する宣教師。第二代日本南緯代牧区長を務めた。
ガルデールはルルドの隣村であり、ルルドでの聖母マリア出現を日本人に初めて伝えた人物である。来日し、禁教下の長崎大浦天主堂に赴任後、旧信者の発見に立ち会う。補佐司教としてプティジャン司教を助け大阪に定住し日本中部にて布教。

## 生涯
1838年5月13日フランスのタルブ司教区のガルデールで誕生。サン・ペ・ド・ビゴルの中学校を卒業後、1858年タルゴの大神学校に進学し、1859年パリ外国宣教会に入会、1862年5月に司祭叙階。同年ジラール神父から日本の宣教師に選ばれる。出発前にジラールとともにローマ巡礼。教皇ピオ9世の祝福を受ける。1863年（文久3年）香港を経て上海に赴く。同年9月に横浜上陸。1864年（元治元年）11月長崎のプティジャン神父のもとへ。1865年（元治2年）2月19日大浦天主堂献堂式。同年3月17日信者発見。以後プティジャンとともにキリシタン接遇。また、浦上の秘密聖堂で数回潜入ミサ。1867年（慶応3年）1月4日以降はプティジャンの命により毎日浦上巡回。日曜日のみ大浦天主堂に戻った。1866年（慶応2年）日本代牧となったプティジャンは欧州へ。その間副代牧とされ日本に残っていたが、1867年（慶応3年）7月迫害開始。谷底の森に潜伏。1870年（明治3年）小神学生13人とともに広東へ渡航。脳炎に罹患し一時聴覚及び記憶を失う。次第に回復し1871年（明治4年）長崎に帰る。大浦天主堂で密かに信者に秘跡を授け、教理を教え、1873年（明治6年）4月からはキリシタン禁制撤去とともに帰郷した浦上キリシタンの司牧に努める。過労のため香港の外国宣教会療養所で11ヶ月間静養。1873年（明治6年）10月3日補佐司教に任命され、1874年（明治7年）長崎にて補佐司教叙階。1876年（明治9年）大阪定住。1884年（明治17年）プティジャンの臨終に立ち会う。帰阪後熱病に罹患。丹毒を発症。1885年（明治18年）1月15日死去。